# Fußball-Bezirksliga Cottbus 1960
Die Fußball-Bezirksliga Cottbus 1960 war die neunte Spielzeit der vom Bezirksfachausschuss (BFA) Fußball Cottbus durchgeführten Fußball-Bezirksliga Cottbus im Deutschen Fußball-Verband. Erneut wurde die diesjährige Bezirksliga Cottbus nach sowjetischem Vorbild in einem Kalenderjahr im Rundenturnier mit zwölf Mannschaften ausgetragen. Der Vorjahreszweite die BSG Aufbau Großräschen setzte sich mit auf Grund des besseren Torverhältnisses vor der BSG Aktivist BKK Lauchhammer durch und kehrte nach drei Spielzeiten in die II. DDR-Liga zurück. Da die Bezirksliga zur Folgesaison um eine zweite Staffel aufgestockt wurde, gab es drei direkte Aufsteiger aus der Bezirksklasse. Dies waren die drei Staffelsieger SG Dynamo Cottbus (Staffel Ost), BSG Lokomotive Schleife (Staffel Mitte) und die BSG Motor Elsterwerda-Biehla (Staffel West) allesamt Bezirksliganeulinge. Die weiteren zehn Teilnehmer (Aufsteiger) wurden in einer Bezirksliga-Relegation ermittelt. Zu diesen gehörte auch die BSG Chemie Hosena, so dass es keine Absteiger aus der Bezirksliga in eine der untergeordneten Bezirksklassestaffeln gab. Aus der II. DDR-Liga kamen nach je drei Spielzeiten die BSG Lokomotive Cottbus und die BSG Chemie Schwarzheide sowie Vorjahresaufsteiger Aktivist Schwarze Pumpe hinzu.

## Abschlusstabelle
| Pl. | Mannschaft                   | Sp. | S  | U | N  | Tore    | Diff. | Punkte |
| --- | ---------------------------- | --- | -- | - | -- | ------- | ----- | ------ |
| 1.  | BSG Aufbau Großräschen       | 22  | 15 | 3 | 4  | 063:250 | +38   | 33:11  |
| 2.  | BSG Aktivist BKK Lauchhammer | 22  | 15 | 3 | 4  | 056:270 | +29   | 33:11  |
| 3.  | BSG Chemie Weißwasser (N)    | 22  | 13 | 3 | 6  | 059:290 | +30   | 29:15  |
| 4.  | BSG Aktivist Welzow (A)      | 22  | 11 | 1 | 10 | 043:400 | +3    | 23:21  |
| 5.  | BSG Chemie Döbern            | 22  | 10 | 2 | 10 | 040:450 | −5    | 22:22  |
| 6.  | BSG Aktivist Schipkau        | 22  | 6  | 8 | 8  | 043:380 | +5    | 20:24  |
| 7.  | BSG Motor Finsterwalde-Süd   | 22  | 8  | 4 | 10 | 038:460 | −8    | 20:24  |
| 8.  | BSG Fortschritt Cottbus      | 22  | 8  | 4 | 10 | 042:560 | −14   | 20:24  |
| 9.  | BSG Motor Finsterwalde-Ost   | 22  | 9  | 1 | 12 | 037:410 | −4    | 19:25  |
| 10. | BSG Stahl Prösen (N)         | 22  | 7  | 5 | 10 | 037:560 | −19   | 19:25  |
| 11. | BSG Lokomotive Falkenberg    | 22  | 5  | 5 | 12 | 027:600 | −33   | 15:29  |
| 12. | BSG Chemie Hosena            | 22  | 3  | 5 | 14 | 027:490 | −22   | 11:33  |

| (A) Absteiger aus der II. DDR-Liga 1959   |
| (N) Aufsteiger aus der Bezirksklasse 1959 |

## Kreuztabelle
Die Kreuztabelle stellt die Ergebnisse aller Spiele dieser Saison dar. Die Heimmannschaft ist in der linken Spalte aufgelistet und die Gastmannschaft in der obersten Reihe.
| Bezirksliga Cottbus 6. März 1960 – __. November 1960 | Bezirksliga Cottbus 6. März 1960 – __. November 1960 | BSG Aufbau Großräschen | LH  | BSG Chemie Weißwasser | BSG Aktivist Welzow | BSG Chemie Döbern | SPK | BSG Motor Finsterwalde-Süd | BSG Fortschritt Cottbus | BSG Motor Finsterwalde-Ost | BSG Stahl Prösen | BSG Lokomotive Falkenberg | BSG Chemie Hosena |
| ---------------------------------------------------- | ---------------------------------------------------- | ---------------------- | --- | --------------------- | ------------------- | ----------------- | --- | -------------------------- | ----------------------- | -------------------------- | ---------------- | ------------------------- | ----------------- |
| 01.                                                  | BSG Aufbau Großräschen                               |                        | 4:1 | 2:0                   | 0:1                 | 1:2               | 2:3 | 5:2                        | 1:0                     | 3:1                        | 8:0              | 4:1                       | 8:1               |
| 02.                                                  | BSG Aktivist BKK Lauchhammer                         | 0:0                    |     | 1:1                   | 5:0                 | 3:2               | 3:0 | 2:0                        | 2:1                     | 4:1                        | 5:1              | 6:1                       | 0:1               |
| 03.                                                  | BSG Chemie Weißwasser                                | 1:0                    | 3:1 |                       | 5:3                 | 0:2               | 1:1 | 3:0                        | 9:0                     | (1)                        | 5:0              | 8:2                       | 6:1               |
| 04.                                                  | BSG Aktivist Welzow                                  | 1:2                    | 0:1 | 2:2                   |                     | 0:4               | 1:0 | 2:1                        | 8:1                     | 2:0                        | 1:2              | 8:1                       | 3:1               |
| 05.                                                  | BSG Chemie Döbern                                    | 4:6                    | 4:3 | 0:2                   | 1:0                 |                   | 2:1 | 3:1                        | 2:0                     | 3:1                        | 2:0              | 0:0                       | 1:1               |
| 06.                                                  | BSG Aktivist Schipkau                                | 3:3                    | (2) | 1:2                   | 2:3                 | 5:1               |     | 3:1                        | 3:3                     | 2:2                        | 3:3              | 5:0                       | 4:0               |
| 07.                                                  | BSG Motor Finsterwalde-Süd                           | 3:4                    | 2:5 | 2:1                   | 2:3                 | 2:0               | 4:0 |                            | 1:1                     | 3:2                        | 1:1              | 4:3                       | (3)               |
| 08.                                                  | BSG Fortschritt Cottbus                              | 0:2                    | 2:4 | 4:3                   | 4:1                 | 2:1               | 0:1 | 2:5                        |                         | 3:1                        | 4:2              | 5:1                       | 2:1               |
| 09.                                                  | BSG Motor Finsterwalde-Ost                           | 0:2                    | 2:3 | 1:2                   | 1:2                 | 4:0               | 3:2 | 3:1                        | 3:1                     |                            | 3:2              | 3:1                       | 1:0               |
| 10.                                                  | BSG Stahl Prösen                                     | 0:3                    | 1:4 | 4:2                   | 3:1                 | 4:1               | 1:1 | 2:2                        | 1:1                     | 1:0                        |                  | 1:0                       | 6:1               |
| 11.                                                  | BSG Lokomotive Falkenberg                            | 1:1                    | 0:2 | 0:1                   | 2:0                 | 3:2               | 2:2 | 1:1                        | 1:3                     | 2:1                        | 2:1              |                           | 2:1               |
| 12.                                                  | BSG Chemie Hosena                                    | 0:2                    | 1:1 | 0:1                   | 0:1                 | 6:3               | 1:1 | (4)                        | 3:3                     | 1:2                        | 6:1              | 1:1                       |                   |

## Bezirksliga-Relegation
In der Bezirksliga-Relegation ermittelten der letzte der Bezirksliga, die jeweils Zweit- bis Viertplatzierten der drei Bezirksklassestaffeln und zehn Kreisligisten die zehn Teilnehmer für die folgende Bezirksligasaison. Gespielt wurde in fünf Staffeln zu je vier Mannschaften nach dem Modus „Jeder gegen Jeden“ in einer Doppelrunde mit Hin- und Rückspiel.

### Staffel 1
Abschlusstabelle
| Pl. | Mannschaft                                                 | Sp. | S | U | N | Tore    | Diff. | Punkte |
| --- | ---------------------------------------------------------- | --- | - | - | - | ------- | ----- | ------ |
| 1.  | BSG Fortschritt Guben (2. der Bezirksklasse Staffel Ost)   | 6   | 3 | 2 | 1 | 014:110 | +3    | 08:40  |
| 2.  | BSG Turbine Spremberg (4. der Bezirksklasse Staffel Mitte) | 6   | 3 | 1 | 2 | 016:900 | +7    | 07:50  |
| 3.  | BSG Einheit Vetschau (Kreisliga)                           | 6   | 1 | 3 | 2 | 007:130 | −6    | 05:70  |
| 4.  | SG Sielow (Kreisliga)                                      | 6   | 1 | 2 | 3 | 011:150 | −4    | 04:80  |

Kreuztabelle

Die Kreuztabelle stellt die Ergebnisse aller Spiele dieser Aufstiegsrunde dar. Die Heimmannschaft ist in der linken Spalte aufgelistet und die Gastmannschaft in der obersten Reihe.
| Bezirksliga-Relegation Staffel 1 20. November 1960 – 1. Januar 1961 | Bezirksliga-Relegation Staffel 1 20. November 1960 – 1. Januar 1961 | Guben | Spremberg | Vetschau | SG Sielow |
| ------------------------------------------------------------------- | ------------------------------------------------------------------- | ----- | --------- | -------- | --------- |
| 1.                                                                  | BSG Fortschritt Guben                                               |       | 3:2       | 4:1      | 3:3       |
| 2.                                                                  | BSG Turbine Spremberg                                               | 3:1   |           | 1:1      | 3:0       |
| 3.                                                                  | BSG Einheit Vetschau                                                | 0:0   | 1:5       |          | 2:2       |
| 4.                                                                  | SG Sielow                                                           | 2:3   | 3:2       | 1:2      |           |

### Staffel 2
Abschlusstabelle
| Pl. | Mannschaft                                                  | Sp. | S | U | N | Tore    | Diff. | Punkte |
| --- | ----------------------------------------------------------- | --- | - | - | - | ------- | ----- | ------ |
| 1.  | BSG Aufbau Kostebrau (Kreisliga)                            | 6   | 4 | 2 | 0 | 013:600 | +7    | 10:20  |
| 2.  | BSG Aufbau Hoyerswerda (3. der Bezirksklasse Staffel Mitte) | 6   | 2 | 3 | 1 | 012:600 | +6    | 07:50  |
| 3.  | BSG Motor Guben (Kreisliga)                                 | 6   | 2 | 1 | 3 | 011:110 | ±0    | 05:70  |
| 4.  | BSG Lokomotive Guben (3. der Bezirksklasse Staffel Ost)     | 6   | 0 | 2 | 4 | 006:190 | −13   | 02:10  |

Kreuztabelle

Die Kreuztabelle stellt die Ergebnisse aller Spiele dieser Aufstiegsrunde dar. Die Heimmannschaft ist in der linken Spalte aufgelistet und die Gastmannschaft in der obersten Reihe.
| Bezirksliga-Relegation Staffel 2 20. November 1960 – 1. Januar 1961 | Bezirksliga-Relegation Staffel 2 20. November 1960 – 1. Januar 1961 | Kostebrau | Hoyerswerda | Guben | Guben |
| ------------------------------------------------------------------- | ------------------------------------------------------------------- | --------- | ----------- | ----- | ----- |
| 1.                                                                  | BSG Aufbau Kostebrau                                                |           | 4:0         | 4:1   | 2:2   |
| 2.                                                                  | BSG Aufbau Hoyerswerda                                              | 2:2       |             | 2:1   | 7:0   |
| 3.                                                                  | BSG Motor Guben                                                     | 1:2       | 0:0         |       | 3:1   |
| 4.                                                                  | BSG Lokomotive Guben                                                | 0:1       | 1:1         | 2:5   |       |

### Staffel 3
Abschlusstabelle
| Pl. | Mannschaft                                                    | Sp. | S | U | N | Tore    | Diff. | Punkte |
| --- | ------------------------------------------------------------- | --- | - | - | - | ------- | ----- | ------ |
| 1.  | ASK Vorwärts Cottbus II (4. der Bezirksklasse Staffel Ost)    | 6   | 5 | 0 | 1 | 021:700 | +14   | 10:20  |
| 2.  | BSG Aktivist Brieske-Ost (2. der Bezirksklasse Staffel Mitte) | 6   | 4 | 0 | 2 | 014:700 | +7    | 08:40  |
| 3.  | BSG Turbine Lauta (Kreisliga)                                 | 6   | 2 | 1 | 3 | 005:110 | −6    | 05:70  |
| 4.  | BSG Chemie Haidemühl (Kreisliga)                              | 6   | 0 | 1 | 5 | 005:200 | −15   | 01:11  |

Kreuztabelle

Die Kreuztabelle stellt die Ergebnisse aller Spiele dieser Aufstiegsrunde dar. Die Heimmannschaft ist in der linken Spalte aufgelistet und die Gastmannschaft in der obersten Reihe.
| Bezirksliga-Relegation Staffel 3 20. November 1960 – 1. Januar 1961 | Bezirksliga-Relegation Staffel 3 20. November 1960 – 1. Januar 1961 | Cottbus II | Brieske-Ost | Lauta | Haidemühl |
| ------------------------------------------------------------------- | ------------------------------------------------------------------- | ---------- | ----------- | ----- | --------- |
| 1.                                                                  | ASK Vorwärts Cottbus II                                             |            | 3:5         | 2:0   | 5:0       |
| 2.                                                                  | BSG Aktivist Brieske-Ost                                            | 0:1        |             | 2:0   | 2:0       |
| 3.                                                                  | BSG Turbine Lauta                                                   | 0:4        | 2:1         |       | 3:2       |
| 4.                                                                  | BSG Chemie Haidemühl                                                | 2:6        | 1:4         | 0:0   |           |

### Staffel 4
Abschlusstabelle
| Pl. | Mannschaft                                                       | Sp. | S | U | N | Tore    | Diff. | Punkte |
| --- | ---------------------------------------------------------------- | --- | - | - | - | ------- | ----- | ------ |
| 1.  | BSG Lokomotive Hohenleipisch (2. der Bezirksklasse Staffel West) | 6   | 4 | 0 | 2 | 012:500 | +7    | 08:40  |
| 2.  | SG Dynamo Lübben (Kreisliga)                                     | 6   | 4 | 0 | 2 | 012:900 | +3    | 08:40  |
| 3.  | BSG Traktor Herzberg (4. der Bezirksklasse Staffel West)         | 6   | 3 | 0 | 3 | 013:170 | −4    | 06:60  |
| 4.  | BSG Aufbau Lichterfeld (Kreisliga)                               | 6   | 1 | 0 | 5 | 008:140 | −6    | 02:10  |

Kreuztabelle

Die Kreuztabelle stellt die Ergebnisse aller Spiele dieser Aufstiegsrunde dar. Die Heimmannschaft ist in der linken Spalte aufgelistet und die Gastmannschaft in der obersten Reihe.
| Bezirksliga-Relegation Staffel 4 20. November 1960 – 1. Januar 1961 | Bezirksliga-Relegation Staffel 4 20. November 1960 – 1. Januar 1961 | Hohenleipisch | Lübben | Herzberg | Lichterfeld |
| ------------------------------------------------------------------- | ------------------------------------------------------------------- | ------------- | ------ | -------- | ----------- |
| 1.                                                                  | BSG Lokomotive Hohenleipisch                                        |               | 3:0    | 1:2      | 1:0         |
| 2.                                                                  | SG Dynamo Lübben                                                    | 1:2           |        | 5:2      | 2:0         |
| 3.                                                                  | BSG Traktor Herzberg                                                | 0:4           | 1:2    |          | 6:4         |
| 4.                                                                  | BSG Aufbau Lichterfeld                                              | 2:1           | 1:2    | 1:2      |             |

### Staffel 5
Abschlusstabelle
| Pl. | Mannschaft                                            | Sp. | S | U | N | Tore    | Diff. | Punkte |
| --- | ----------------------------------------------------- | --- | - | - | - | ------- | ----- | ------ |
| 1.  | BSG Chemie Hosena (12. der Bezirksliga)               | 6   | 4 | 1 | 1 | 018:130 | +5    | 09:30  |
| 2.  | BSG Motor Ruhland (3. der Bezirksklasse Staffel West) | 6   | 3 | 1 | 2 | 019:130 | +6    | 07:50  |
| 3.  | BSG Empor Mühlberg (Kreisliga)                        | 6   | 3 | 0 | 3 | 012:130 | −1    | 06:60  |
| 4.  | BSG Lokomotive Uebigau (Kreisliga)                    | 6   | 1 | 0 | 5 | 016:260 | −10   | 02:10  |

Kreuztabelle

Die Kreuztabelle stellt die Ergebnisse aller Spiele dieser Aufstiegsrunde dar. Die Heimmannschaft ist in der linken Spalte aufgelistet und die Gastmannschaft in der obersten Reihe.
| Bezirksliga-Relegation Staffel 5 20. November 1960 – 1. Januar 1961 | Bezirksliga-Relegation Staffel 5 20. November 1960 – 1. Januar 1961 | Hosena | Ruhland | Mühlberg | Uebigau |
| ------------------------------------------------------------------- | ------------------------------------------------------------------- | ------ | ------- | -------- | ------- |
| 1.                                                                  | BSG Chemie Hosena                                                   |        | 4:3     | 3:0      | 4:3     |
| 2.                                                                  | BSG Motor Ruhland                                                   | 1:1    |         | 3:1      | 8:3     |
| 3.                                                                  | BSG Empor Mühlberg                                                  | 3:2    | 0:2     |          | 5:2     |
| 4.                                                                  | BSG Lokomotive Uebigau                                              | 3:4    | 4:2     | 1:3      |         |